# Lom (okres Tábor)
Lom (německy Lom) je obec v okrese Tábor v Jihočeském kraji. Žije v ní 177 obyvatel.

## Geografie
Obec v nadmořské výšce 460 metrů leží 3,5 kilometru východně od obce Malšice; šest kilometrů jihozápadně od města Tábor; pět kilometrů západně od města Planá nad Lužnicí; 12,5 kilometru severozápadně od města Soběslav; pět kilometrů severně od vsi Želeč; protéká jí Lomský potok do Maršovského potoka a ten pod Planou nad Lužnicí ústí do Lužnice.

## Historie
První písemná zmínka o obci pochází z roku 1347.

## Obyvatelstvo
| Rok            | 1869 | 1880 | 1890 | 1900 | 1910 | 1921 | 1930 | 1950 | 1961 | 1970 | 1980 | 1991 | 2001 | 2011 | 2021 |
| -------------- | ---- | ---- | ---- | ---- | ---- | ---- | ---- | ---- | ---- | ---- | ---- | ---- | ---- | ---- | ---- |
| Počet obyvatel | 240  | 235  | 201  | 181  | 204  | 216  | 195  | 172  | 155  | 158  | 179  | 147  | 137  | 150  | 169  |
| Počet domů     | 32   | 33   | 33   | 33   | 36   | 37   | 38   | 40   | 45   | 46   | 48   | 58   | 58   | 62   | 67   |

## Obecní správa
Mezi lety 1850–1879 patřil Lom jako osada obce k Libějicím v okrese Tábor. V letech 1880–1960 byl obcí. V letech 1960–1990 patřil jako část obce k Radimovicím u Želče a od 24. listopadu 1990 je opět samostatnou obcí.

### Obecní symboly
Znak a vlajka byly obci uděleny rozhodnutím předsedy Poslanecké sněmovny Parlamentu České republiky dne 11. července 2019.

## Sport a rekreace
Obcí Lom prochází dálková cykloturistická trasa Greenways Praha–Vídeň, spojující hlavní města České republiky a Rakouska. Je středně náročná, má žluto-černé dopravní značení ; z Prahy – Újezda až do Lomu vede po trase č. 11 a z Lomu přes Jindřichův Hradec do Slavonic po trase č. 32.
Končí zde také Cyklistická trasa 12 I. třídy, která vede z Dolního Dvořiště a je 111,5 km dlouhá.

## Pamětihodnosti
- Zvonička na návsi
- Terénní pozůstatky po hrádku hejtmana Poberty z Lomu na nevýrazné ostrožně (asi 550 m od obce). Je zde zachován místy hluboký příkop, vlastní areál hrádku je značně zarostlý mladým listnatým lesem.
- Venkovská usedlost čp. 33

## Rodáci
- Jaroslav Potměšil (1933–2010), pedagog FTVS UK, sportovní funkcionář